# Грохольская, Ольга Глебовна
Ольга Глебовна Грохольская (род. 27 июля 1956 года) — российский учёный-педагог, член-корреспондент РАО (2012). Автор ряда монографий и научных публикаций по общей педагогике и профессиональному образованию.
Работала проректором по научной работе УРАО, возглавляла диссертационный совет по специальностям 13.00.02 (общая педагогика) и 13.00.08 (профессиональная педагогика).

### Критика
По данным вольного сетевого сообщества «Диссернет», являлась научным руководителем диссертаций, содержащих масштабные заимствования, не оформленные как цитаты.